# Плімут Тауншип (округ Монтгомері, Пенсільванія)
Плімут Тауншип (англ. Plymouth Township) — селище (англ. township) в США, в окрузі Монтгомері штату Пенсільванія. Населення — 18 256 осіб (2020).

## Демографія
Згідно з переписом 2010 року, у селищі мешкало 16 525 осіб у 6758 домогосподарствах у складі 4385 родин. Було 7020 помешкань
Расовий склад населення:
| - 83,1 % — білих - 7,2 % — азіатів - 7,0 % — чорних або афроамериканців - 0,1 % — корінних американців |

До двох чи більше рас належало 1,7 %. Частка іспаномовних становила 2,6 % від усіх жителів.
За віковим діапазоном населення розподілялося таким чином: 19,7 % — особи молодші 18 років, 63,2 % — особи у віці 18—64 років, 17,1 % — особи у віці 65 років та старші. Медіана віку мешканця становила 41,3 року. На 100 осіб жіночої статі у селищі припадало 97,2 чоловіків;  на 100 жінок у віці від 18 років та старших — 94,0 чоловіків також старших 18 років.
Середній дохід на одне домашнє господарство  становив 94 964 долари США (медіана — 76 639), а середній дохід на одну сім'ю — 110 029 доларів (медіана — 92 230). Медіана доходів становила 66 937 доларів для чоловіків та 52 264 долари для жінок. За межею бідності перебувало 5,5 % осіб, у тому числі 6,9 % дітей у віці до 18 років та 3,3 % осіб у віці 65 років та старших.
Цивільне працевлаштоване населення становило 8876 осіб. Основні галузі зайнятості: освіта, охорона здоров'я та соціальна допомога — 23,0 %, науковці, спеціалісти, менеджери — 15,9 %, роздрібна торгівля — 11,9 %, фінанси, страхування та нерухомість — 11,3 %.